# Zachary DiGregorio
Zachary DiGregorio (Medway, 14 novembre 2001) è uno slittinista statunitense.

## Biografia

### Carriera sportiva
Fece la sua prima esperienza su una slitta all'età di undici anni durante un evento promozionale in Massachusetts organizzato dalla federazione statunitense volto a recrutare giovani atleti; lì fu notato dai selezionatori e venne quindi invitato a svolgere un primo periodo di allenamento presso il centro sportivo nazionale di Lake Placid.

#### Stagioni 2017-2020
Iniziò a gareggiare per la nazionale statunitense nel singolo nella categoria giovani, prendendo parte alla Coppa del Mondo di categoria nel 2016/17 terminata al quattordicesimo posto in classifica finale; l'annata seguente partecipò alle prime tre tappe di Coppa nella classe giovani, per poi essere inserito nell'analoga competizione destinata agli juniores e chiudendo le classifiche rispettivamente in ventiquattresima ed in trentunesima posizione; prese altresì parte ai campionati mondiali juniores di Altenberg 2018 in cui si piazzò venticinquesimo.
La stagione successiva giunse diciassettesimo in Coppa del Mondo e decimo ai mondiali di Innsbruck 2019. L'anno dopo terminò all'ottavo posto nella classifica di Coppa, ottenne la decima piazza nel singolo e la quarta nella prova a squadre nella rassegna iridata di Oberhof 2020; sempre in quello stesso anno fece il suo debutto nella categoria maggiore prendendo parte alle tappe di Nationcup di Oberhof e Schönau am Königssee e, pur non riuscendo a qualificarsi per le rispettive gare di Coppa del Mondo, ottenne comunque alcuni punti validi per la classifica generale, che concluse in cinquantacinquesima posizione.

#### Stagioni 2021-2025

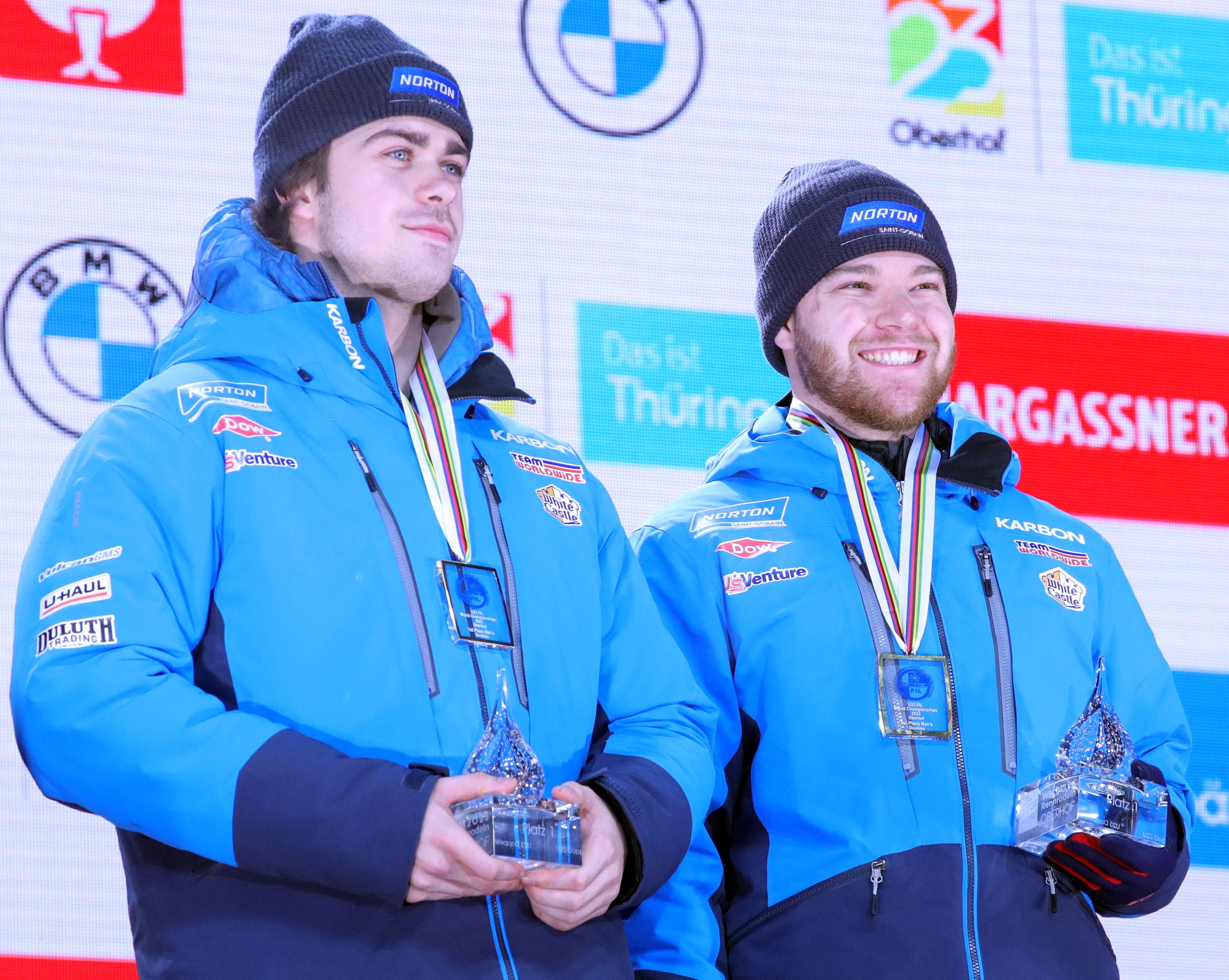
DiGregorio (a sinistra) e Hollander sul podio dei mondiali under 23 di Oberhof 2023.

Nell'annata 2020/21 abbandonò la specialità del singolo per cimentarsi in quella biposto in coppia con Sean Hollander, ma non partecipò a competizioni internazionali: saltò la prima parte della stagione come conseguenza della decisione della Federazione statunitense, che non mandò i propri atleti in Europa per le prime quattro tappe di Coppa del Mondo con l'intento di salvaguardarne la sicurezza a causa della pandemia di COVID-19, ma anche nella seconda parte, quando i suoi compagni di nazionale ripresero a gareggiare, rimase in patria ad allenarsi con il suo nuovo partner di doppio. L'anno successivo si classificò al ventiseiesimo posto in Coppa del Mondo, giunse quarto ai campionati pacifico-americani di Soči 2022 e riuscì a qualificarsi per i Giochi olimpici invernali di Pechino 2022, ottenendo l'unico posto per il doppio a disposizione per la squadra degli Stati Uniti in una lotta a tre protrattasi fino all'ultimo: il regolamento della federazione nordamericana prevedeva infatti che se nessuna coppia avesse raggiunto almeno uno dei tre livelli di qualificazione previsti entro la tappa di Sigulda, sarebbe stata proprio la prova di Nationcup disputata sulla pista lettone a decretare chi avrebbe preso parte alla rassegna olimpica; in quella occasione DiGregorio e Hollander riuscirono a sopravanzare di una posizione il doppio formato da Dana Kellogg e Duncan Segger e soprattutto quello dei favoriti Christopher Mazdzer e Jayson Terdiman, che a causa di un errore non riuscirono a portare a termine la prova. Alle Olimpiadi cinesi ottenne l'undicesimo posto nel doppio ed il settimo nella prova a squadre.
La stagione seguente conquistò il suo primo podio in Coppa del Mondo, l'8 gennaio 2023, concludendo in terza posizione la gara a squadre a Sigulda e chiudendo quell'edizione in nona piazza nella graduatoria finale; vinse il titolo ai campionati pacifico-americani di Park City 2023, mentre ai mondiali di Oberhof 2023 giunse settimo nel doppio, decimo nella prova sprint e quinto in quella a squadre e colse inoltre la medaglia d'oro nella speciale classifica riservata agli under 23. Nel 2023/24 conquistò la sua prima vittoria in Coppa nella specialità biposto, l'8 dicembre 2023 nella tappa inaugurale di Lake Placid, terminando poi in settima posizione nella classifica generale, raggiunse la seconda piazza nel torneo continentale di Whistler 2024 ed in quello iridato di Altenberg 2024 fu ventunesimo nella prova del doppio e tredicesimo in quella del doppio sprint.
Nel 2024/25 giunse decimo nella graduatoria di Coppa del Mondo ed ai campionati mondiali di Whistler 2025 colse la decima posizione nel doppio e la quarta nella neonata specialità della staffetta mista doppio, insieme a Hollander ed alle connazionali Chevonne Forgan e Sophia Kirkby.

## Palmarès

### Pacifico-americani
- 2 medaglie:
  - 1 oro (doppio a Park City 2023);
  - 1 argento (doppio a Whistler 2024).

### Mondiali under 23
- 1 medaglia:
  - 1 oro (doppio ad Oberhof 2023).

### Coppa del Mondo
- Miglior piazzamento in classifica generale di Coppa del Mondo nel singolo: 55° nel 2019/20.
- Miglior piazzamento in classifica generale di Coppa del Mondo nel doppio: 7° nel 2023/24.
- 8 podi (1 nel doppio, 7 nelle gare a squadre):
  - 1 vittoria (nel doppio);
  - 1 secondo posto (nelle gare a squadre);
  - 6 terzi posti (tutti nelle gare a squadre).

#### Coppa del Mondo - vittorie
| Data            | Luogo       | Paese       | Disciplina                |
| --------------- | ----------- | ----------- | ------------------------- |
| 8 dicembre 2023 | Lake Placid | Stati Uniti | Doppio con Sean Hollander |

### Coppa del Mondo juniores
- Miglior piazzamento in classifica di Coppa del Mondo juniores nel singolo: 8° nel 2019/20.

### Coppa del Mondo giovani
- Miglior piazzamento in classifica di Coppa del Mondo giovani nel singolo: 14° nel 2016/17.